# Ficus greenwoodii
Ficus greenwoodii är en mullbärsväxtart som beskrevs av Summerhayes. Ficus greenwoodii ingår i släktet fikonsläktet, och familjen mullbärsväxter. Inga underarter finns listade i Catalogue of Life.